# Geomysaprinus quaesitus
Geomysaprinus quaesitus är en skalbaggsart som först beskrevs av Lewis 1888.  Geomysaprinus quaesitus ingår i släktet Geomysaprinus och familjen stumpbaggar. Inga underarter finns listade i Catalogue of Life.